# 109573 Mishasmirnov
(109573) Мішасмірнов — астероїд головного поясу.

## Опис
(109573) Мішасмірнов — астероїд головного поясу. Він був відкритий 20 серпня 2001 в Сімеїз Кримською астрофізичною обсерваторією. Має орбіту, що характеризується великою піввіссю 2,63 а.о., ексцентриситетом 0,27 і нахилом 4,6° відносно екліптики

## Доповнення

### Статті по темі
Головний пояс астероїдів